# Boikove, Novomîkolaiivka
Boikove (în ucraineană Бойкове) este un sat în comuna Samiilivka din raionul Novomîkolaiivka, regiunea Zaporijjea, Ucraina.

## Demografie
Componența lingvistică a localității Boikove
     Ucraineană (92,79%)
     Rusă (7,21%)
Conform recensământului din 2001, majoritatea populației localității Boikove era vorbitoare de ucraineană (92,79%), existând în minoritate și vorbitori de rusă (7,21%).